# Agrochola ferrea
Agrochola ferrea là một loài bướm đêm trong họ Noctuidae.